# Kigurumi
Kigurumi (着ぐるみ) er det japanske ord for personer, der er iført kostumer, der fuldstændig dækker dem, så de ligner tegnefilmsfigurer, især dyr. Ordet er sammensat af det japanske udsagnsord kiru (着る at have på) og navneordet nuigurumi (ぬいぐるみ tøjdyr). Skuespillerne optræder i indkøbscentre, forlystelsesparker og ved anime conventions. Udtrykket dækket blandt andet skuespillere i kostumer i temaparker som Disneyland, tv-serier for børn som Barney og Venner og Bananer i pyjamas og som maskotter ved sportsbegivenheder. De optræder jævnligt som et festligt reklameindslag og er ofte ansat til underholde publikum af børn.
For privatpersoner kan kigurumi benyttes som en form for cosplay, der er udklædning som fiktive figurer fra især anime og manga. Forskellen fra traditionelt cosplay er bare, at man ikke kan se hvem der har kostumet på. Desuden vil vedkommende i kostumet normalt ikke snakke for ikke at bryde illusionen.
Ordet bruges også om en form for pyjamas, der dækker det meste af kroppen men ikke ansigtet. De er typisk baseret på populære figurer som Pikachu, Peter Plys og Hello Kitty eller dyr som elefanter, dinosaurer, hunde, køer, grise og pandaer.

## Kigurumi som animefigurer
En del af begrebet kigurumi dækker cosplay som animefigurer. Her bliver menneskelige figurer portrætteret ved brug af masker og bodysuits (bodysuiten kaldes for zentai i Japan), der fuldstændig dækker cosplayernes kroppe. Dette kaldes af og til for animegao, mens en person i et sådan kostume kaldes for en "doller". Personens udstyr består af en hel bodysuit, typisk hudfarvet, kombineret med tøj og udstyr, der passer til figuren, der cosplayes som. En maske med paryk dækker hovedet, og måske kan der tilføjes en hat, briller eller lignende for at gøre udseendet komplet. Personen ser gennem øjenhuller i masken, der for eksempel kan være placeret i den øverste del af øjnene på masken. Masken begrænser dog hvor meget bæreren kan se, ligesom vedkommende er nødt til at tilpasse sin vejrtrækning. Desuden bør man ikke have en maske på i længere tid af gangen.
Professionelle dollers optræder ofte på scener i Japan for at promovere animeserier, film og tv-shows. Her kan de optræde med et kortere eller længere show, hvor de mimer til et lydspor, der er indspillet på forhånd af de dubbere, der lægger stemmer til de pågældende serier mv. Blandt de kendte eksempler på det er Pretty Cure, hvor der pr. 2016 er lavet tretten forskellige animeserier med magiske piger og en række tilsvarende sceneshows. Af og til afholdes også All Stars Show, hvor man samler figurer fra de forskellige serier, med det resultat at der kan være over tyve forskellige optrædende i hver deres kostume på scenen.
Privatpersoner gør det også i kigurumi på denne måde, om end det stadig har karakter af niche i forhold til cosplay i øvrigt. Det er dog blevet noget mere populært i Asien siden 1980'erne og har også fået nogen interesse i Nordamerika og Europa. De private dollers er oftest mænd, der gengiver kvindelige figurer, hvilket på sin vis gør det til en form for crossplay, men med den forskel at man ikke kan se vedkommendes køn og alder. Maskerne kan laves selv men kan også købes over internettet fra firmaer som de japanske Dolphin Factory og Build Up Studio SIGMA. Maskerne bliver håndlavet hvilket godt kan gøre dem dyre men til gengæld er der så mulighed for individuelle detaljer som hårlængde og -farve.
Fælles for både professionelle og privatpersoner er, at de ikke taler eller fjerner deres masker, når de første ikke er på scenen, og når de sidste er ude i offentligheden. Det er for ikke at bryde illusionen, blandt fordi maskens mund i sagens natur ikke bevæger sig, når der tales, og fordi de pågældendes stemmer og køn ikke nødvendigvis svarer til figurernes. Det er også en af årsagerne til, at de typisk bliver ledsaget af en umaskeret person, der så for eksempel kan svare på spørgsmål. Den pågældende vil desuden kunne være opmærksom på forhindringer eller hjælpe dolleren til et sted udenfor synsvidde, hvor denne kan tage masken af.
Det skønnes at ca. 95 % af de privatpersoner der dyrker animegao er mænd og 5 % kvinder, mens det ved de professionelle optrædende er lige omvendt. De professionelle bliver typisk hyret fra gymnastikklubber, dansetrupper og stuntgrupper.

## Fursuit
En anden variation af emnet er det, der på engelsk kaldes for fursuit, der dækker over maskotlignende kostumer forestillende dyr og tegnefilmsfigurer. Sådanne dragter dækker fuldstændig en persons krop og er ofte udstoppet ekstra for at få den ønskede form.
En variation af fuirsuit er det, der uformelt kaldes for "partials", hvor der kun bæres kostumets hoved og hænder/arme, mens resten af kroppen dækkes af normalt tøj. Partials inkluderer typisk men ikke altid normale sko i stedet for særlige sko, der ligner dyrefødder, da bæreren prøver at se almindelig ud, og fordi det vil kræve ekstra arbejde at lave de særlige sko. Det er da også et problem for folk iført almindelige fursuits at holde sålerne fra at blive ødelagt, når de går rundt. Af samme årsag bruger de af og til sandaler for at beskytte sålerne.

## Kigurumi som pyjamas
Ordet kigurumi kan også bruges om en pyjamas, der dækker hele kroppen, og som er baseret på dyr eller tegnefilmsfigurer. Det er ikke ment som kostume men derimod som nattøj, om end brug på gaden også forekommer. I modsætning til de ovennævnte kostumer er ansigtet her frit.
Pyjamasserne laves af en række producenter, der tilbyder mange forskellige muligheder. Det kan være dyr som katte, bjørne, hunde, kaniner, pandaer, pingviner, ræve, vaskebjørne, enhjørninger, hamstre og koalaer. Men det kan også være figurer fra tv-serier, anime, videospil og film som Pikachu fra Pokémon, Kirara fra InuYasha, Disney-figurer, Jack Skellington fra Tim Burtons The Nightmare Before Christmas, Totoro fra Min nabo Totoro, Hello Kitty og Care Bears.